# Laurence Tieleman
Laurence Tieleman, né le 14 novembre 1972 à Bruxelles, est un joueur de tennis professionnel italien.

## Palmarès

### Finale en simple (1)
| No | Date       | Nom et lieu du tournoi                   | Catégorie   | Dotation  | Surface      | Vainqueur    | Score     |  |
| -- | ---------- | ---------------------------------------- | ----------- | --------- | ------------ | ------------ | --------- |  |
| 1  | 08-06-1998 | The Stella Artois Championships, Londres | Int' Series | 725 000 $ | Gazon (ext.) | Scott Draper | 7-65, 6-4 |  |

### Titre en double (1)
| No | Date       | Nom et lieu du tournoi   | Catégorie   | Dotation  | Surface    | Partenaire          | Finalistes                     | Score         |  |
| -- | ---------- | ------------------------ | ----------- | --------- | ---------- | ------------------- | ------------------------------ | ------------- |  |
| 1  | 14-09-1998 | President's Cup Tachkent | Int' Series | 380 000 $ | Dur (ext.) | Stefano Pescosolido | Kenneth Carlsen Sjeng Schalken | 7-5, 4-6, 7-5 |  |

## Parcours dans les tournois du Grand Chelem

### En simple
| Année | Open d'Australie | Open d'Australie    | Roland-Garros | Roland-Garros     | Wimbledon | Wimbledon           | US Open  | US Open        |
| ----- | ---------------- | ------------------- | ------------- | ----------------- | --------- | ------------------- | -------- | -------------- |
| 1993  | -                | -                   | -             | -                 | 3e tour   | Richard Krajicek    | -        | -              |
| 1994  | -                | -                   | -             | -                 | 1er tour  | Ievgueni Kafelnikov | -        | -              |
| 1995  | -                | -                   | -             | -                 | -         | -                   | -        | -              |
| 1996  | -                | -                   | -             | -                 | -         | -                   | -        | -              |
| 1997  | -                | -                   | -             | -                 | -         | -                   | 1er tour | Daniel Vacek   |
| 1998  | -                | -                   | -             | -                 | -         | -                   | -        | -              |
| 1999  | 1er tour         | Mikael Tillström    | 1er tour      | Marcelo Filippini | 1er tour  | Karim Alami         | 3e tour  | Vincent Spadea |
| 2000  | 2e tour          | Juan Carlos Ferrero | -             | -                 | 1er tour  | Andreas Vinciguerra | -        | -              |

À droite du résultat, l'ultime adversaire.